# Сигаев, Юрий Борисович
Юрий Борисович Сигаев (род. 26 октября 1951, Львов) — советский регбист (замыкающий), тренер. Женат. Имеет четверых сыновей.
Образование высшее в 1975 году окончил Московский Авиационный институт (МАИ).
Мастер спорта СССР по регби. Отличник физической культуры и спорта.
Играл в командах МАИ и Слава.
- Чемпион СССР по регби среди студентов 1973, 1974 годов.
- Бронзовый призёр Чемпионата СССР по регби 1977 года.
- Серебряный призёр Чемпионата СССР по регби 1976 года.
- Чемпион СССР по регби 1979 и 1982 годов.

Награждён почётным знаком «За заслуги в развитии физической культуры и спорта», Почётной грамотой Министерства спорта Российской федерации.
Более 35 лет отработал на 2-м Московском часовом заводе «Слава», где прошел путь от инженера до генерального директора.
С 2005 по 2013 год генеральный директор ОАО «Профессиональная регбийная лига».
С 2013 года по 2017 год Вице-президент Федерации регби России.
С 2017 года по н.в. Член высшего совета Федерации регби России, Вице-президент Федерации регби Москвы, Почетный президент Национальной регбийной лиги. Председатель правления благотворительного фонда «РегбиВетеран».
- Член исполкома «Союза регбистов России» с 2007 года.
- Председатель оргкомитета Московского открытого международного Фестиваля ветеранов регби «Золотые старики» с 2001 года.
- Член исполкома Федерации регби Москвы с 1984—1990 год.
- Создал первую в СССР Специализированную детско-юношескую спортивную школу олимпийского резерва (СДЮСШОР) по регби «Слава» Москва, коллекционер галстуков регбийных союзов, стран, клубов, событий. Коллекция насчитывает более 1300 экземпляров.